# Guermange
Guermange là một xã trong vùng Grand Est, thuộc tỉnh Moselle, quận Sarrebourg, tổng Réchicourt-le-Château. Tọa độ địa lý của xã là 48° 47' vĩ độ bắc, 06° 48' kinh độ đông. Guermange nằm trên độ cao trung bình là 215 mét trên mực nước biển, có điểm thấp nhất là 210 mét và điểm cao nhất là 256 mét. Xã có diện tích 16,4 km², dân số vào thời điểm 1999 là 111 người; mật độ dân số là 6,8 người/km². Xã nằm khoảng 7 km về phía đông của Dieuze.